# Santuario di Nostra Signora del Deserto
Il santuario di Nostra Signora del Deserto è un luogo di culto cattolico situato nella località Madonna del Deserto nel comune di Millesimo, in provincia di Savona. La chiesa è sede della parrocchia omonima dell'unità pastorale di Val Bormida della diocesi di Mondovì.
Il sito è ubicato lungo la strada provinciale 48 collegante la val Bormida con Murialdo e Calizzano. Il santuario si trova a 616 m. s.l.m. su una radura, in capo a una valle folta di boschi circostanti.

## Storia

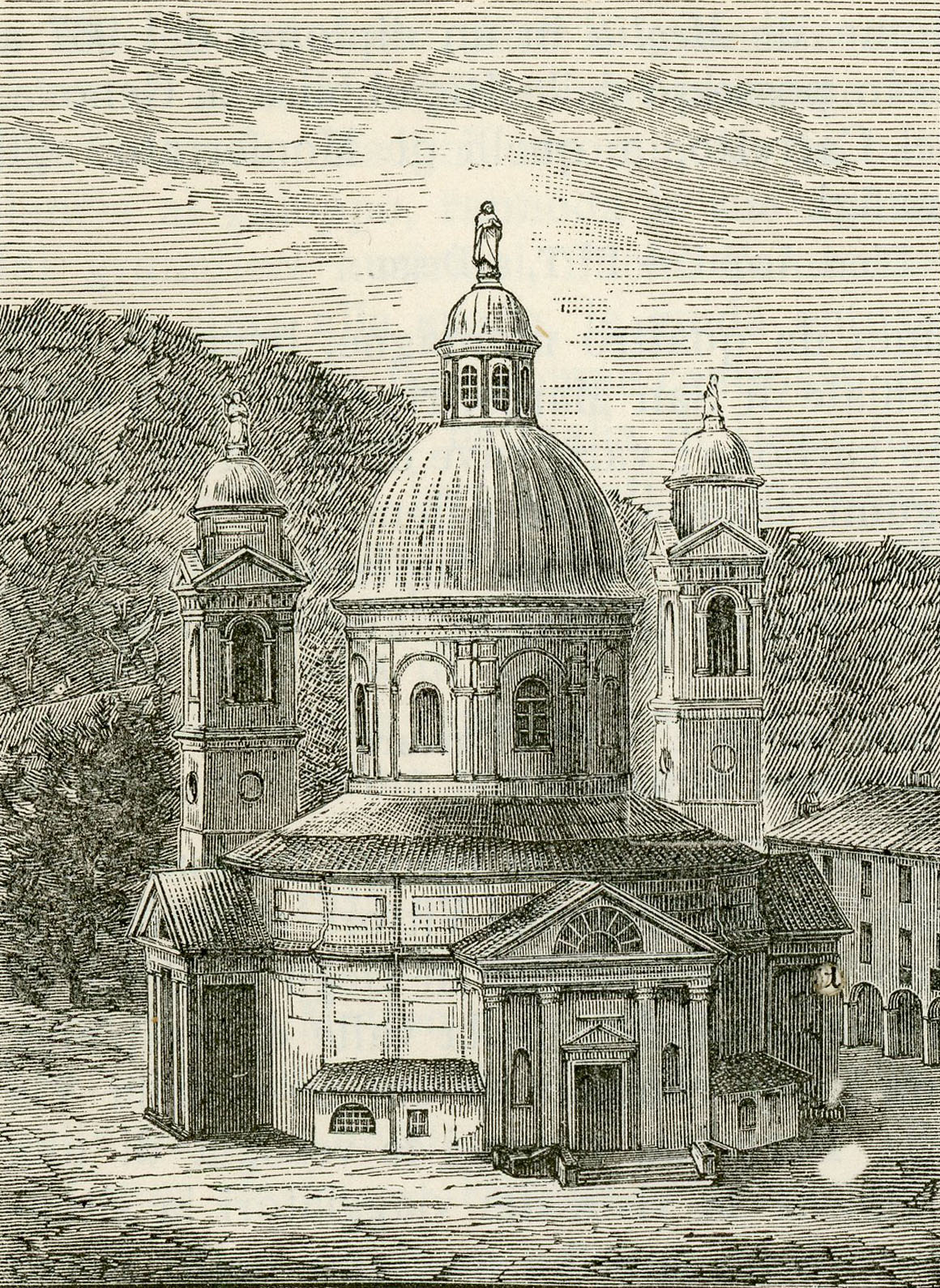
Immagine xilografica del 1892

Anticamente dove oggi sorge il santuario, all'incrocio di storici sentieri colleganti alcune borgate della valle, nel luogo detto del Garbazzo sorgeva un essiccatoio per le castagne, proprietà della famiglia David. Sul muro esterno di questo essiccatoio il parroco Pietro Paolo David fece dipingere, si ignora da chi, un'immagine sacra della Madonna col Bambino seduta su un trono; sotto l'effigie la scritta in lingua latina Nomen Virginis Mariae e la data 1618, che copre l'originaria scritta in latino estratta tramite foto ad alta risoluzione: "HOC OPUS FECIT FIERI ROGANTE PAULUS DAVID IN AERE PROPRIA AD HONOREM DEI ET BEATAE MARIAE VIRGINIS ET SANTORUM APOSTOLORUM PETRI ET PAULI" - "Quest'opera la fece fare il richiedente Paolo David nella sua proprietà ad onore di Dio e della Beata Vergine Maria e dei Santi Apostoli Pietro e Paolo", ai lati erano rappresentati i santi Pietro e Paolo, in alto il simbolo di Dio e sotto lo stesso sacerdote orante. La scritta originaria venne coperta con l'attuale dopo il passaggio di proprietà dalla famiglia David ad un ramo della famiglia Del Carretto.
L'immagine veniva anticamente chiamata "Madonna del Garbazzo" poiché accanto al seccatoio era presente una grossa buca - garbo nel dialetto locale - dalla quale scaturisce una fontana, ma anche "Madonna delle Tre Fonti" perché il Deserto è una zona ricca di acqua e di sorgenti.
Secondo la tradizione popolare, tramandata oralmente ancora oggi, proprio nei pressi del seccatoio avvenne nel 1726 il primo miracolo attribuito alla Vergine Maria. Si racconta di un viaggio che una donna intraprese con il proprio figlio - nato cieco - dal borgo natio di Finale (oggi Finale Ligure) verso Ceva per far visitare il figlio da un medico nell'ospedale della cittadina piemontese.
Giunta nei pressi del seccatoio verso sera, la donna si fermò per riposare e rivolse all'immagine della Madonna dipinta sul muro la protezione per la prosecuzione del viaggio e - forse - la guarigione del figlio. Secondo la tradizione e devozione religiosa, il figlio inspiegabilmente il mattino seguente ottenne il dono della vista.

### L'edificazione

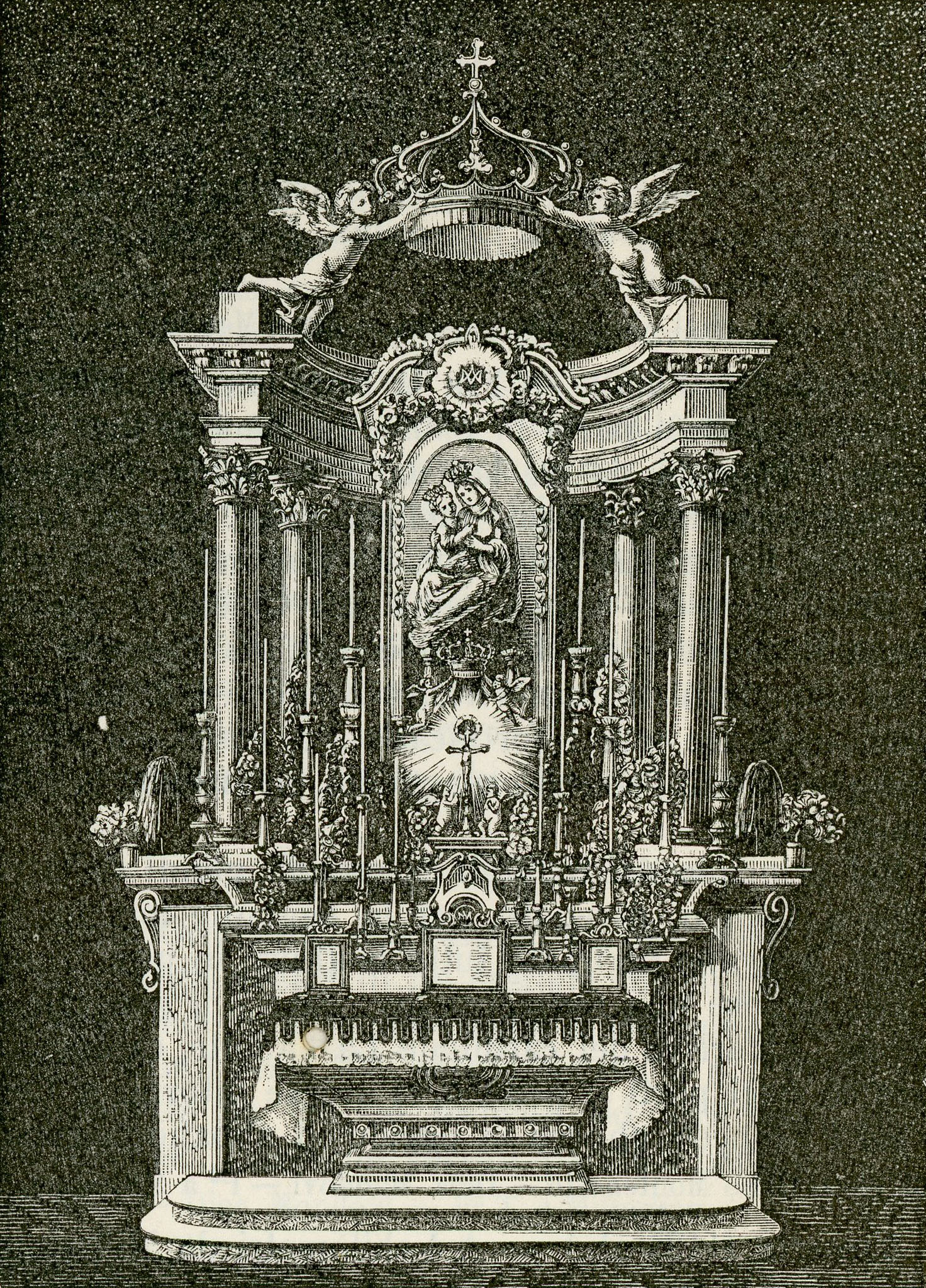
Particolare dell'immagine taumaturga ritraente la Madonna col Bambino, 1892.

A partire dal 1726 avvennero sullo stesso luogo, come raccontano alcuni scritti del parroco di Carcare, presunti miracoli attribuiti all'immagine della Madonna del Garbazzo, tanto che nell'inverno dello stesso anno iniziarono i lavori per l'edificazione di un nuovo tempio religioso.
Il consenso per la nuova costruzione fu dato dall'allora vescovo della diocesi di Alba, comunità diocesana alla quale la valle di Millesimo faceva anticamente parte, e il primo appellativo fu quello al Santissimo Nome di Maria. I lavori si protrassero per tutto l'inverno - tra il 1726 e il 1727 - grazie all'opera diretta degli stessi abitanti della zona; il 22 maggio la chiesa, oramai ultimata, fu benedetta il lunedì dopo Pentecoste e vi si celebrò la prima funzione eucaristica.
Nel 1796 le truppe francesi di Napoleone Bonaparte - già vittoriosi nei borghi di Montenotte (frazione odierna di Cairo Montenotte), Dego e Millesimo - compirono un disastroso saccheggio all'interno del santuario e dei borghi vicini. Poco dopo la caduta napoleonica furono intrapresi nuovi lavori di restauro e ingrandimento della struttura.

### L'immagine mariana
Attorno al 1820 la parte di muro del seccatoio, su cui era dipinta l'immagine, venne tagliata e collocata in una nicchia sopra l'altare maggiore. Le suppliche rivolte dai millesimesi al re di Sardegna Vittorio Emanuele I di Savoia per ottenere fondi (1814, 1815 e 1818) per i lavori di ampliamento della struttura, confermano che l'immagine venne fatta dipingere dal sacerdote Pietro Paolo David. Quest'ultimo, oltre che discendente di una nobile famiglia di Millesimo, risulta essere il personaggio ritratto ai piedi della Madonna e la datazione riportata 1618 è quella del dipinto originario che aveva ai lati anche le effigi dei santi Pietro e Paolo oggi scomparse.
L'immagine subì negli anni a seguire diversi ritoccamenti modificandone in alcune parti l'originale dipinto. Grazie ad accurati interventi di restauro effettuati nel 1964, dal professor Gabriele Cena (1907-1992), hanno riportato all'aspetto originario il dipinto. L'effigie della Madonna col Bambino venne incoronata nel 1893 su concessione del papa Leone XIII e su richiesta del vescovo di Mondovì monsignor Placido Pozzi di Villanova Mondovì (1819-1897), vescovo della diocesi dal 1873 sino alla sua morte.

## Descrizione

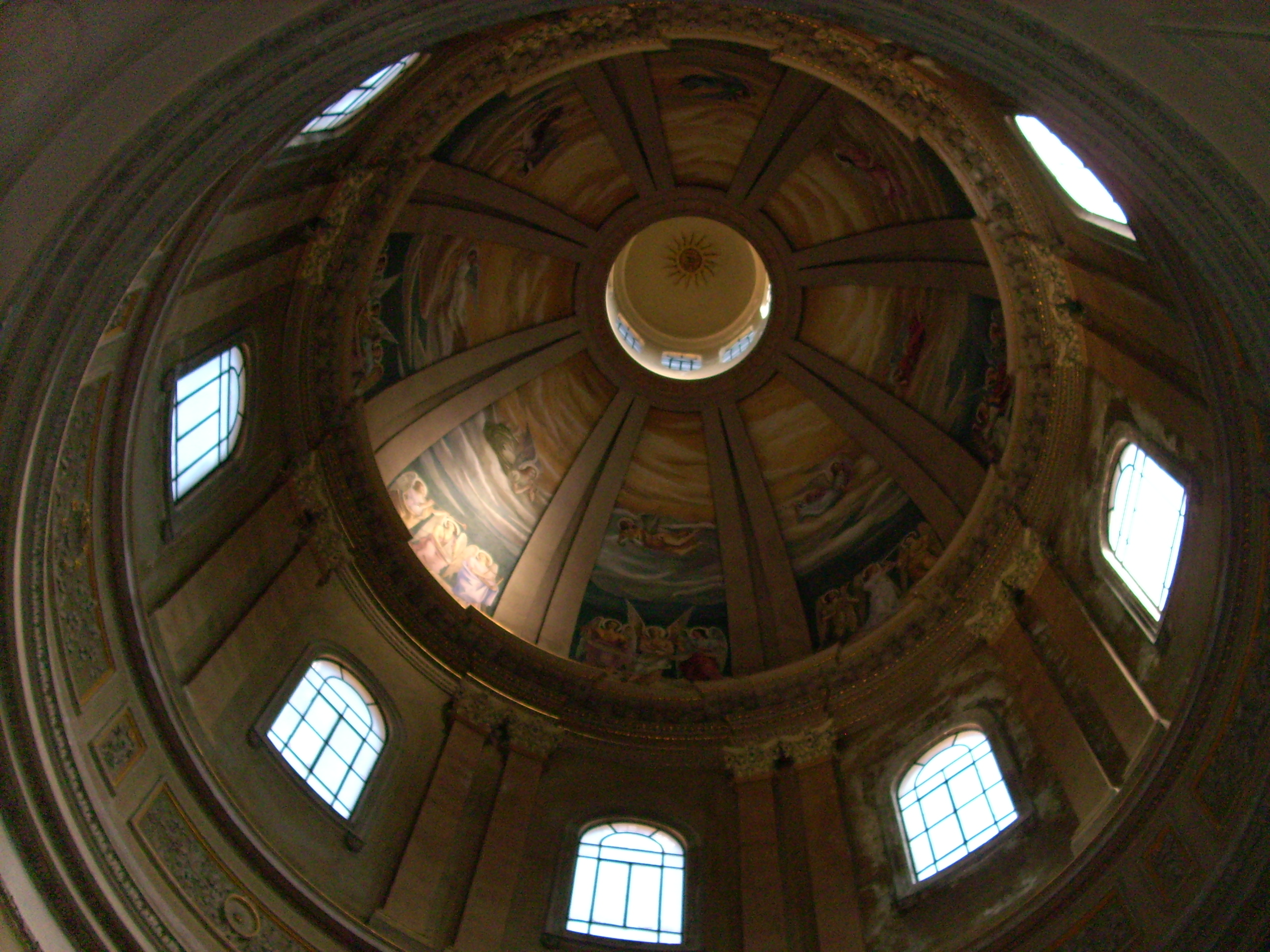
L'interno affrescato della cupola

### Gli interni
L'attuale struttura architettonica è risalente al 1878 anche se ulteriori rimaneggiamenti e ampliamenti furono eseguiti nel 1867 per porre rimedio al notevole flusso dei pellegrini. La nuova cupola, alta 52-53 metri, fu affrescata con scene della vita della Vergine Maria dal pittore Adalberto Migliorati tra il 1946 e il 1951; nel 1952, a seguito della morte di quest'ultimo, l'opera di tinteggiatura fu ultimata da due suoi allievi Alessandro Bruschetti e Germano Belleti.
Il santuario presenta una struttura a forma di croce greca e divisa in tre navate non uguali dove sono disposti lateralmente otto piloni formando una figura geometrica ad esagono; ai lati sono inoltre disposte due cappelle. Curiosamente il santuario non fu mai completamente finito secondo l'originale disegno di progettazione del geometra Bertero di Carmagnola, bensì semplicemente terminato nel 1878 grazie al lavoro dei fedeli.
Nella navata laterale di destra si trova una statua raffigurante la Madonna del Deserto nonché un dipinto ritraente la liberazione dell'apostolo Pietro per mezzo, secondo la tradizione cattolica, dell'Angelo del Signore; con tale dipinto si ricorda la visita del pontefice Pio VII nel borgo di Millesimo durante il trasferimento in Francia per la prigionia.

#### L'organo

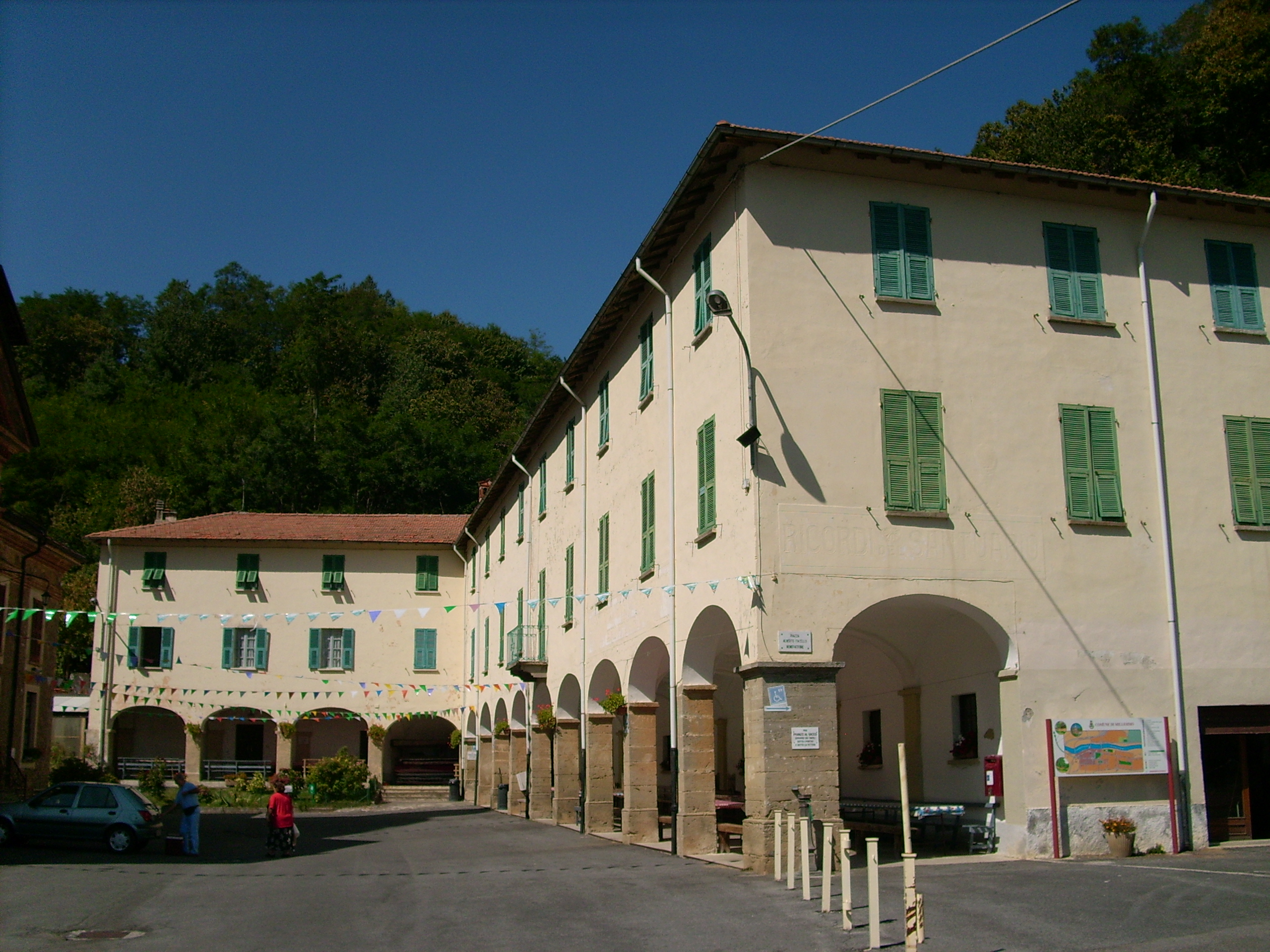
I locali all'esterno del santuario

All'interno è presente un antico organo del 1855, usato ancora oggi nei concerti e nelle funzioni religiose, costruito dalla ditta Nicomede Agati e fratelli di Pistoia. Inizialmente eseguito su commissione per il santuario di Nostra Signora della Misericordia di Savona è stato successivamente venduto all'allora parrocchia di Millesimo nel 1927.
Secondo le fonti storiche degli archivi parrocchiali la somma per il suo trasferimento fu di 1.500 lire, ma poiché s'incontrarono difficoltà per il suo trasporto la somma lievitò sino alle 5.000 lire. L'organo è stato sottoposto ad un intervento di restauro conservativo tra il 1995 e il 1997.

#### La Famiglia di Maria
Il dipinto è situato all'interno della cappella della navata di sinistra e rappresenta la genealogia della Vergine Maria. Nel dipinto sono ben visibili i santi Giovanni Battista in età giovanile, Zaccaria, Elisabetta, Giuseppe, la Madonna con il Bambino Gesù e i genitori Anna e Gioacchino.